# Begusarai (distrikt)
Begusarāi är ett distrikt i Indien.   Det ligger i delstaten Bihar, i den nordöstra delen av landet, 1 000 km öster om huvudstaden New Delhi. Antalet invånare är 2 970 541.
Följande samhällen finns i Begusarāi:
- Begusarai
- Bāruni
- Teghra